# A Light in the Dark
A Light in the Dark — восьмой студийный альбом американской хеви-метал группы Metal Church, выпущенный 26 мая 2006 года в Германии, 29 мая в остальной Европе и 16 июня в США звукозаписывающей компанией Steamhammer/SPV. Диск стал третьим альбомом Metal Church c изображением Gibson Explorer с крестообразным грифом на обложке.
Последний диск с участием гитариста Джея Рейнольдса и первый для ударника Джеффа Плейта.

## Отзывы критиков
В своих обзорах музыкальные критики разделились в отношении к этому диску. Традиционалисты хвалили приверженность Metal Church к старым идеалам, специалисты с прогрессивным взглядом клеймили работу за отсутствие новых идей.
Обозреватель AllMusic Грег Прато назвал звучание этого альбома «безошибочным», выверенным единственным членом группы, оставшимся от оригинального состава, Куртом Вандерхуфом. По мнению Прато, Вандерхуф прекрасно знает, что ждут фанаты его группы от каждого нового диска, и играет по этим правилам, не обращая внимания на современные металлические тенденции. Подобные чувства испытал и Кит Бергман из Blabbermouth. Ему кажется, что A Light in the Dark призван напомнить слушателям о былой славе коллектива, он просто «одержим творческим наследием группы», а «все эти песни звучат так, как будто они были написаны в 1986 году, чтобы их спел Уэйн в расцвете сил». С энтузиазмом принял новую запись и один из старейших немецких интернет-порталов metal.de. «Группа звучит свежее, чем когда-либо, и представляет новые песни с абсолютным удовольствием от игры. Слушать песни — это просто удовольствие!» По мнению автора рецензии, «группа снова почувствовала вкус крови благодаря» новым членам состава — ударнику Джеффу Плейту, имевшему за плечами большой послужной список сотрудничества с такими известными коллективами как Savatage и Trans-Siberian Orchestra, а также вокалисту Ронни Манро. Оценив лонгплей 8 баллами из 10, metal.de подводит итог: «Никогда бы не подумал, что Metal Church создаст такой свежий и качественный альбом». Андреас Штапперт из Rock Hard дал пластинке такую же оценку. Он обратил внимание, что даже её обложка содержит отсылку к оформлению легендарного дебюта, а сама она наполнена «сбалансированным сочетанием проверенных и мощных риффов, красивых мелодий и смешанных с гроулингом припевов». Грег Пратт из канадского журнала Exclaim! порадовался, что «старожилы» ещё в состоянии выпускать по-настоящему хорошие альбомы, «которые продолжают показывать щенкам, как это делается».
Немецкоязычный интернет-журнал laut.de нашёл звучание альбома очень старомодным и традиционным, даже несмотря на наличие великолепных мелодий (таких как в балладе «The Believer»), повторяющихся снова и снова. «В 1980-х и 1990-х это могло бы впечатлить, но не сегодня», — пишет издание. Среди негативных рецензий особняком стоит отклик Кристиана Губерта из Powermetal.de. Выразив уважение классическому альбому The Dark, он поставил под сомнение целесообразность дальнейшего существования ансамбля и смысл выпуска новых пластинок. Даже перезапись песни «Watch the Children Pray» с The Dark он посчитал кощунственной спекуляцией на недавней смерти бывшего вокалиста Metal Church Дэвида Уэйна. В завершении Губерт сделал следующий вывод о A Light in the Dark: «Поверхностные, несущественные песни, ограниченные вокальные партии, общее разочарование и в лучшем случае средний результат».

## Список композиций
Слова и музыка всех песен — Ронни Манро и Курдт Вандерхуф, кроме отмеченных особо.
| №                   | Название                                                                                            | Автор(ы)                           | Длительность |
| ------------------- | --------------------------------------------------------------------------------------------------- | ---------------------------------- | ------------ |
| 1.                  | «A Light in the Dark»                                                                               |                                    | 5:27         |
| 2.                  | «Beyond All Reason»                                                                                 |                                    | 5:40         |
| 3.                  | «Mirror of Lies»                                                                                    |                                    | 4:19         |
| 4.                  | «Disappear»                                                                                         |                                    | 6:02         |
| 5.                  | «The Believer»                                                                                      |                                    | 5:29         |
| 6.                  | «Temples of the Sea»                                                                                | Курдт Вандерхуф                    | 9:27         |
| 7.                  | «Pill for the Kill»                                                                                 |                                    | 4:28         |
| 8.                  | «Son of the Son»                                                                                    |                                    | 4:45         |
| 9.                  | «More Than Your Master»                                                                             |                                    | 4:47         |
| 10.                 | «Blinded By Life»                                                                                   |                                    | 3:31         |
| 11.                 | «Watch the Children Pray 2006» (перезапись песни с The Dark, записанная и посвящённая Дэвиду Уэйну) | Дэвид Уэйн, Вандерхуф, Крэйг Уэллс | 5:45         |
| Общая длительность: | Общая длительность:                                                                                 | Общая длительность:                | 61:56        |

## Участники записи
| Metal Church: - Ронни Манро — вокал - Курдт Вандерхуф — ритм-гитара, клавишные, музыкальный продюсер, звукорежиссёр, микширование - Джей Рейнольдс — лид-гитара - Стив Унгер — бас - Джефф Плейт — ударные | Технический персонал: - Марк Грир — микширование - Кай Свиллус — художественное оформление альбома |